# Nome de Thesprotie
Le nome de Thesprotie (en grec : νομός Θεσπρωτίας) est une des quatre préfectures de la périphérie d’Épire en Grèce, qui porte le nom de la tribu antique des Thesprotes. Sa capitale est Igoumenitsa. La Thesprotie partage ses frontières avec les districts albanais de Gjirokastre et de Vlorë au nord et avec les préfectures grecques d'Ioannina à l'est et du nome de Préveza au sud. Le nome de Thesprotie est bordé par la mer Ionienne à l'Ouest. La population de la Thesprotie est de 46 811 habitants et sa superficie est de 1 515 km².

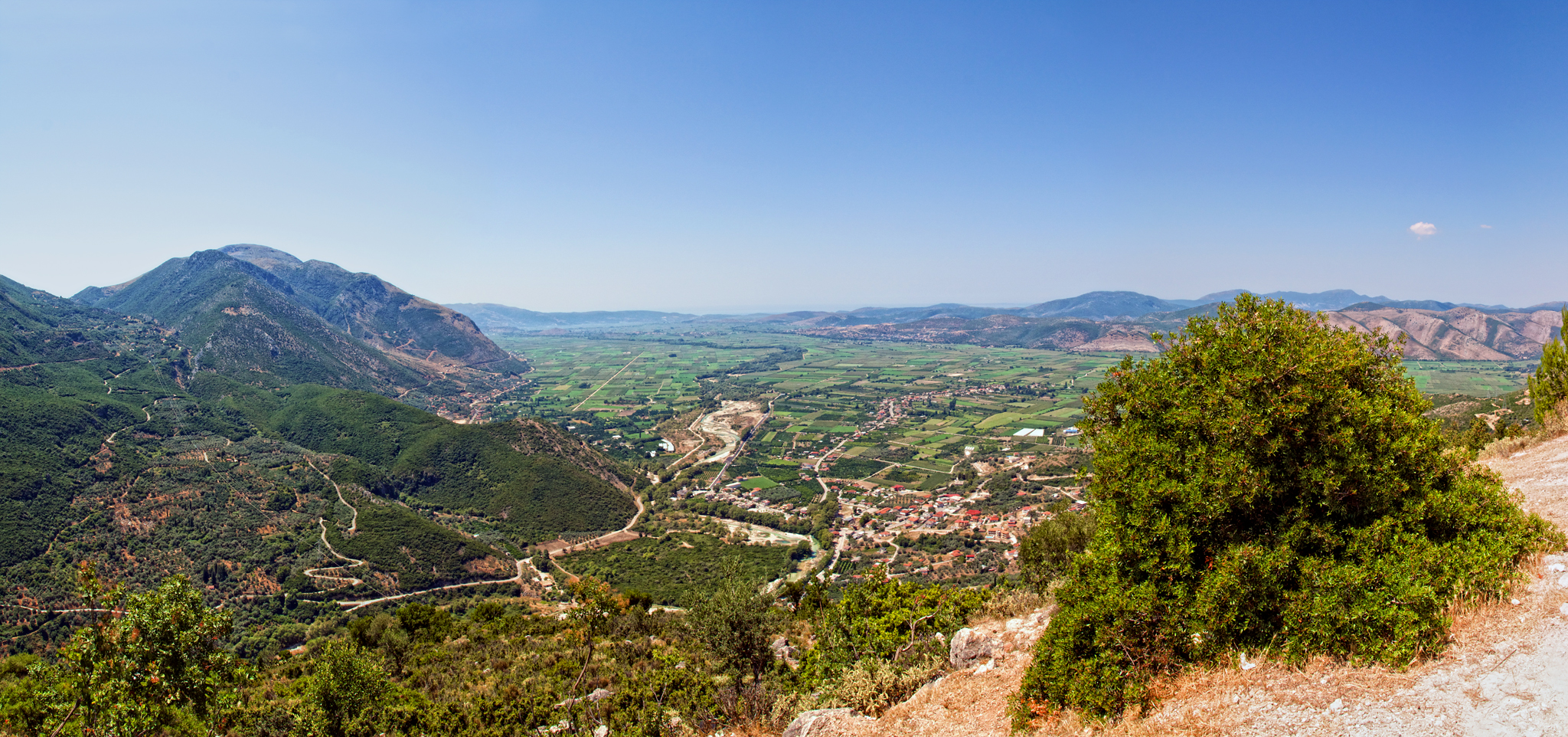
Plaine du fleuve Achéron, Thesprotie, Grèce.